# Clanis mahadeva
Clanis mahadeva är en fjärilsart som beskrevs av Gehlen. 1935. Clanis mahadeva ingår i släktet Clanis och familjen svärmare. Inga underarter finns listade i Catalogue of Life.